# Discografia de Charlie Puth
A discografia de Charlie Puth, um cantor e compositor americano, consiste em um álbum de estúdio, três extended play, um álbum visual, quatro singles, três singles promocionais e participações em outros álbuns. Como artista independente, Puth lançou dois extended play, The Otto Tunes (2010) e Ego (2013). Em 2015 ele assinou com a Atlantic Records e lançou seu primeiro single "Marvin Gaye", que apresenta vocais de Meghan Trainor. O single foi certificado 2x platina na Austrália, liderou as paradas na Nova Zelândia, Irlanda e Reino Unido, e chegou na 21ª posição na parada norte-americana Billboard Hot 100. Puth escreveu, co-produziu, e foi apresentado em uma canção com Wiz Khalifa, "See You Again", incluída na trilha sonora de Furious 7. Em 1 de maio de 2015, Puth lançou um EP, Some Type of Love. A pré-venda para o primeiro álbum de estúdio de Puth, Nine Track Mind, começou em 20 de agosto de 2015, juntamente com o lançamento do segundo single, "One Call Away". O disco foi lançado oficialmente em 29 de janeiro de 2016.

## Álbuns

### Álbuns de estúdio
| Título                                                                                 | Detalhes do álbum                                                                               | Melhores posições atingidas | Melhores posições atingidas | Melhores posições atingidas | Melhores posições atingidas | Melhores posições atingidas | Melhores posições atingidas | Melhores posições atingidas | Melhores posições atingidas | Melhores posições atingidas | Melhores posições atingidas | Melhores posições atingidas | Vendas        | Certificações |
| Título                                                                                 | Detalhes do álbum                                                                               | EUA                         | ALE                         | AUS                         | BEL (FL)                    | CAN                         | FRA                         | IRE                         | ITA                         | NZ                          | SWI                         | UK                          | Vendas        | Certificações |
| -------------------------------------------------------------------------------------- | ----------------------------------------------------------------------------------------------- | --------------------------- | --------------------------- | --------------------------- | --------------------------- | --------------------------- | --------------------------- | --------------------------- | --------------------------- | --------------------------- | --------------------------- | --------------------------- | ------------- | ------------- |
| Nine Track Mind                                                                        | - Lançamento: 29 de janeiro de 2016 - Formato(s): CD, download digital - Gravadora(s): Atlantic | 6                           | 36                          | 8                           | 17                          | 5                           | 5                           | 18                          | 21                          | 2                           | 10                          | 6                           | - : 1.000.000 | —             |
| "—" indica uma obra que não entrou na tabela musical ou não foi lançada no território. |                                                                                                 |                             |                             |                             |                             |                             |                             |                             |                             |                             |                             |                             |               |               |

### Álbuns de vídeo
| Título                            | Detalhes do álbum                                                                |
| --------------------------------- | -------------------------------------------------------------------------------- |
| Apple Music Festival: London 2015 | - Lançamento: 15 de outubro de 2015 - Formato: Download digital - Gravadora: ARP |

## Singles

### Como artista principal
| Título                                                                                 | Ano  | Melhores posições atingidas | Melhores posições atingidas | Melhores posições atingidas | Melhores posições atingidas | Melhores posições atingidas | Melhores posições atingidas | Melhores posições atingidas | Melhores posições atingidas | Melhores posições atingidas | Melhores posições atingidas | Melhores posições atingidas | Melhores posições atingidas | Melhores posições atingidas |     | Certificações | Álbum           |
| Título                                                                                 | Ano  | EUA                         | ALE                         | AUS                         | BEL (FLA)                   | BEL (VAL)                   | CAN                         | FRA                         | HOL                         | IRL                         | ITA                         | NZ                          | SWI                         | UK                          | POR | Certificações | Álbum           |
| -------------------------------------------------------------------------------------- | ---- | --------------------------- | --------------------------- | --------------------------- | --------------------------- | --------------------------- | --------------------------- | --------------------------- | --------------------------- | --------------------------- | --------------------------- | --------------------------- | --------------------------- | --------------------------- | --- | --- | --------------- |
| "Marvin Gaye" (com participação de Meghan Trainor)                                     | 2015 | 21                          | 15                          | 4                           | 12                          | 4                           | 31                          | 1                           | 19                          | 1                           | 6                           | 1                           | 2                           | 1                           | 62  | - RIAA: Platina - ARIA: 2× Platina - BPI: Platina - FIMI: 2× Platina - IFPI ALE: Ouro - RMNZ: Platina                 | Nine Track Mind |
| "One Call Away"                                                                        | 2015 | 12                          | 30                          | 3                           | 12                          | 23                          | 28                          | 72                          | 24                          | 54                          | 56                          | 3                           | 24                          | 26                          | 27  | - ARIA: 3x Platina - BEA: Ouro - BPI: Ouro - Canadá: Platina - IFPI Suíça: Ouro - RIAA: 2x Platina - RMNZ: 2x Platina | Nine Track Mind |
| "We Don't Talk Anymore" (com participação de Selena Gomez)                             | 2016 | 9                           | 52                          | 10                          | 18                          | 36                          | 11                          | 8                           | 14                          | 11                          | 1                           | 8                           | 16                          | 14                          | 5   | - ARIA: 2x Platina - BEA: Platina - BPI: Ouro - FIMI: 4x Platina - IFPI Suíça: Ouro - RIAA: Platina - RMNZ: Platina   | Nine Track Mind |
| "Attention"                                                                            | 2017 | 5                           | 9                           | 10                          | 16                          | 5                           | 12                          | 5                           | 25                          | 11                          | 10                          | 6                           | 6                           | 9                           | 3   | - ARIA: Platina | Voicenotes      |
| "How Long"                                                                             | 2017 | 34                          | 56                          | 18                          | 19                          | 20                          | 32                          | 22                          | 32                          | 19                          | 39                          | 17                          | 35                          | 9                           | —   | — | Voicenotes      |
| "—" indica uma obra que não entrou na tabela musical ou não foi lançada no território. |      |                             |                             |                             |                             |                             |                             |                             |                             |                             |                             |                             |                             |                             |     | |                 |

### Como artista convidado
| Título                                                                                 | Ano  | Melhores posições atingidas | Melhores posições atingidas | Melhores posições atingidas | Melhores posições atingidas | Melhores posições atingidas | Melhores posições atingidas | Melhores posições atingidas | Melhores posições atingidas | Melhores posições atingidas | Melhores posições atingidas | Melhores posições atingidas | Melhores posições atingidas | Melhores posições atingidas |     | Certificações | Álbum              |
| Título                                                                                 | Ano  | EUA                         | ALE                         | AUS                         | BEL (FLA)                   | BEL (VAL)                   | CAN                         | DEN                         | HOL                         | ITA                         | NZ                          | SWE                         | SWI                         | UK                          | POR | Certificações | Álbum              |
| -------------------------------------------------------------------------------------- | ---- | --------------------------- | --------------------------- | --------------------------- | --------------------------- | --------------------------- | --------------------------- | --------------------------- | --------------------------- | --------------------------- | --------------------------- | --------------------------- | --------------------------- | --------------------------- | --- | --- | ------------------ |
| "See You Again" (Wiz Khalifa com participação de Charlie Puth)                         | 2015 | 1                           | 1                           | 1                           | 1                           | 2                           | 1                           | 1                           | 3                           | 1                           | 1                           | 1                           | 1                           | 1                           | 49  | - RIAA: 4× Platina - ARIA: 5× Platina - BPI: Platina - BVMI: Platina - FIMI: 4× Platina - IFPI ALE: 2× Platina - IFPI SUÉ: 3× Platina - IFPI SUI: 2× Platina - MC: 3× Platina - RMNZ: 3× Platina | Fast and Furious 7 |
| "—" indica uma obra que não entrou na tabela musical ou não foi lançada no território. |      |                             |                             |                             |                             |                             |                             |                             |                             |                             |                             |                             |                             |                             |     | |                    |

### Singlespromocionais
| "Break Again" (com Emily Luther)                                                       | 2011 | —  | — | Single sem álbum  |
| "L.U.V."                                                                               | 2014 | —  | — | Single sem álbum  |
| "Nothing but Trouble" (com Lil Wayne)                                                  | 2015 | 86 | 7 | Single sem álbum  |
| "I Won't Tell a Soul"                                                                  | 2015 | —  | — | Some Type of Love |
| "—" indica uma obra que não entrou na tabela musical ou não foi lançada no território. |      |    |   |                   |

|  |  |  |  |  |  |  |  |  |  |  |  |  |  |  |

## Outras aparições
| Título                  | Ano  | Álbum                     |
| ----------------------- | ---- | ------------------------- |
| "How Deep Is Your Love" | 2015 | BBC Radio 1's Live Lounge |

## Vídeos musicais
| Título                                    | Ano  | Diretor                  | Notas                                          |
| ----------------------------------------- | ---- | ------------------------ | ---------------------------------------------- |
| "Break Again"                             | 2011 | Desconhecido             |                                                |
| "Seventeen"                               | 2012 | Desconhecido             |                                                |
| "Lights Go Out"                           | 2013 | Desconhecido             |                                                |
| "Look at Me Now"                          | 2013 | Desconhecido             |                                                |
| "L.U.V."                                  | 2014 | Andrew Vallentine        |                                                |
| "Dear Future Husband"                     | 2015 | Fatima Robinson          | Vídeo de Meghan Trainor; Participação especial |
| "Marvin Gaye"                             | 2015 | Marc Klasfeld            |                                                |
| "See You Again"                           | 2015 | Marc Klasfeld            | Vídeo de Wiz Khalifa; Artista convidado        |
| "Nothing But Trouble"                     | 2015 | Ryan Staake              | Colaboração com Lil Wayne                      |
| "One Call Away"                           | 2015 | Mark Staubach            |                                                |
| "One Call Away" (Coast to Coast Mix)      | 2015 | Desconhecido             |                                                |
| "Suffer" (Vince Staples & AndreaLo Remix) | 2016 | Austin Starrett Winchell |                                                |
| "We Don't Talk Anymore"                   | 2016 | Phil Pinto               |                                                |
| "Dangerously"                             | 2016 | Aya Taminura             |                                                |
| "Attention"                               | 2017 | Emil Nava                |                                                |

## Créditos em composição/produção
| Título                        | Ano  | Artista      | Álbum           | Notas                                      |
| ----------------------------- | ---- | ------------ | --------------- | ------------------------------------------ |
| "Celebrate"                   | 2014 | Pitbull      | Globalization   | - Co-escritor                              |
| "Pull Up"                     | 2015 | Jason Derulo | Everything Is 4 | - Co-escritor / Produtor / Vocal adicional |
| "Broke"                       | 2015 | Jason Derulo | Everything Is 4 | - Co-escritor / Produção                   |
| "Bombastic"                   | 2015 | Bonnie McKee | Bombastic       | - Co-escritor                              |
| "Slow Motion"                 | 2015 | Trey Songz   | Trigga Reloaded | - Co-escritor / Co-produtor                |
| "Working Class Heroes (Work)" | 2015 | CeeLo Green  | Heart Blanche   | - Co-escritor / Co-produtor                |